# Psychotria cordobensis
Psychotria cordobensis är en måreväxtart som beskrevs av Charlotte M. Taylor. Psychotria cordobensis ingår i släktet Psychotria och familjen måreväxter. Inga underarter finns listade i Catalogue of Life.